# Burubulbyl
Burubulbyl (Hypsipetes mystacalis) är en fågel i familjen bulbyler inom ordningen tättingar.

## Utbredning och systematik
Fågeln återfinns på ön Buru i södra Moluckerna. Arten placeras ofta i släktet Thapsinillas eller Alophoixus, men genetiska studier visar att den är en del av Hypsipetes.

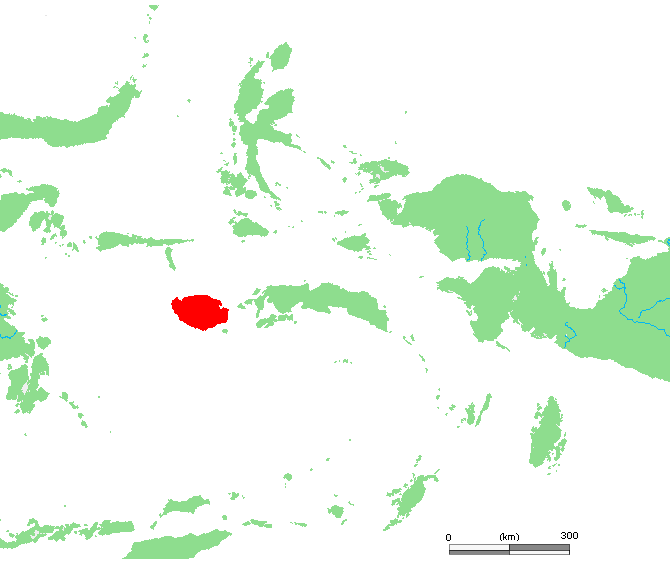
Fågeln förekommer endast på ön Buru i Moluckerna.

## Status
IUCN kategoriserar den som livskraftig.